# 平田吉胤

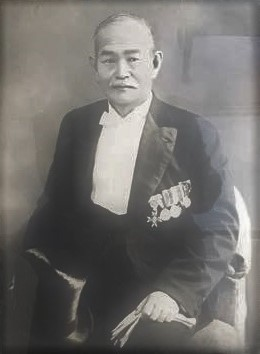
平田吉胤

平田 吉胤（ひらた よしたね、1866年（慶応2年7月）- 1937年（昭和12年）2月25日）は、明治から昭和前期の地主、実業家、政治家。貴族院多額納税者議員。旧姓・北。

## 経歴
豊前国宇佐郡、のちの大分県宇佐郡駅館村（駅川村、駅川町を経て現宇佐市）で北鉄十郎の二男として生まれた。国東郡草地村（現豊後高田市）の涵養舎で漢学を修め、同志社英学校、札幌農学校を経て東京専門学校で学んだ。1891年（明治24年）下毛郡城井村（耶馬溪村、中耶馬溪村、耶馬溪村、耶馬溪町を経て現中津市耶馬溪町）の素封家・平田カス（故猛郎の妻）の養子となり、1899年（明治32年）家督を相続した。
家業の農業を営む。道路・橋梁の整備に寄付を行い、水田の開墾、耶馬溪の観光開発を行うなど地域の発展に尽力した。その他、豊前銀行取締役となり、1927年（昭和2年）から1935年（昭和10年）まで耶馬溪鉄道社長を務めた。
また1900年（明治33年）城井村長に就任。1902年（明治35年）から死去するまで村会議員に在任。1907年（明治40年）から大分県会議員に3期在任し県会議長も務めた。1925年（大正14年）貴族院多額納税者議員に互選され、同年9月29日から1932年（昭和7年）9月28日まで在任した。在任中は同成会に所属した。

## 親族
- 妻 平田サワ（平田猛郎二女）[1][2]